# Andréi Razumovski
Andréi Kirílovich Razumovski (también Andrés, Andreas, Rasumovsky) (en ucraniano: Андрі́й Кири́лович Розумо́вський, Andriy Kyrylovych Rozumovskyi) (2 de noviembre de 1752 - 23 de septiembre de 1836), fue un conde (después príncipe) y diplomático ruso que pasó muchos años de su vida en Viena. Su nombre es conocido porque comisionó a Beethoven tres cuartetos que se denominan cuartetos Rasumovsky. Intervino junto al zar Alejandro I de Rusia en el Congreso de Viena de 1814.

## Biografía
Razumovski era hijo de Kiril Razumovski, el último hetman de Ucrania, y sobrino de Alekséi Razumovski, amante de Isabel I de Rusia. El último palacio barroco que habitó Alekséi Razumovski, el Palacio Aníchkov en el Nevsky Prospekt, 39, es un símbolo menor en San Petersburgo.
Entre 1792 y 1807, Andréi Kirílovich fue designado embajador del zar en la corte de los Habsburgo en Viena, uno de los puestos diplomáticos cruciales durante la era napoleónica. Fue el principal negociador durante el Congreso de Viena con el zar Alejandro I de Rusia que restableció la paz en Europa en 1814, y afirmó los derechos rusos en Polonia.

### El incendio de su palacio
Razumovski invirtió una gran cantidad de su dinero en la construcción de una suntuosa nueva embajada en las afueras de la muralla de la ciudad, en Landstrasse, en un alto del Danubio, de estilo neoclásico. La llenó de obras de arte antiguas y modernas.
Organizó para la celebración de la Nochevieja de 1814 un baile con el zar Alejandro I de Rusia como invitado de honor. Entonces celebraba la exitosa conclusión del congreso de Viena -en el que fue ascendido de conde a príncipe- después de la derrota de los aliados de Napoleón en la batalla de Leipzig. Probablemente Beethoven fue el único invitado importante que no asistió. Para acomodar a todos sus invitados, Razumovski tenía una extensión temporal construida sobre el palacio, calentado con unas tuberías del edificio principal. A cierta hora de la mañana -después de que todos se habían marchado- se inició un fuego en las tuberías. Rápidamente llegó al piso principal. Razumovski unió fuerzas para apagar el incendio, pero poco pudo hacer. Muchos de las habitaciones del palacio quedaron destruidas, junto con muchas de las esculturas neoclásicas que coleccionaba. En su lucha con el fuego, la vista de Razumovski quedó dañada. Sin embargo, su espíritu fue el que quedó perceptiblemente más quebrado. Lo encontraron a la débil luz del amanecer vagando entre las ruinas de su antes espléndido palacio. 
Pronto se retiró del cuerpo diplomático ruso. En reconocimiento de sus servicios, el zar lo elevó a príncipe.
Continuó viviendo en Viena - en reclusión. Sus descendientes viven allí hoy. Su palacio todavía está en pie, su una vez magníficos y fértiles jardines y su grandeza descolorida. En los últimos años 90 era las jefaturas del Instituto Oceanográfico Internacional, que lo puso en venta.

## Mecenas de Beethoven
Fue amigo de Beethoven en Viena. En 1806 le comisionó tres cuartetos de cuerdas, que se denominaron desde entonces cuartetos Rasumovsky, lo que ha dado su nombre a la posteridad. En dos de los cuartetos, Beethoven introdujo temas "rusos" agasajando a su patrón. Razumovsky era cuñado de otro patrón y amigo de Beethoven Joseph Franz von Lobkowitz. Beethoven también le dedicó sus Sinfonía n.º 5 y n.º 6.
Entre 1808 y 1816 formó un cuarteto de cuerdas en su casa que estaba compuesto por Ignaz Schuppanzigh, Weiss, Kraft y Sina. También tocaban música de Haydn y Mozart.

## Enlaces relacionados
- Biografía en https://web.archive.org/web/20060522222756/http://www.madaboutbeethoven.com/

- Partituras de los cuartetos Rasumovsky

- Datos: Q502943
- Multimedia: Andriy Rozumovsky / Q502943